# Международный аэропорт имени короля Хусейна
Международный аэропорт имени короля Хусейна (араб. مطارالملك الحسين الدولي‎; (ИАТА: AQJ, ИКАО: OJAQ)) — международный аэропорт в девяти километрах к северу от Акабы, второй по пассажироперевозкам в Иордании. В радиусе 24 километров от аэропорта расположены границы трёх государств — Египта, Саудовской Аравии и Израиля.

## Общие сведения
На территории аэропорта расположены одна взлетно-посадочная полоса, оснащённая системой захода на посадку по приборам I категории, здание терминала (2600 м2) с багажным конвейером, а также отдельные здания для авиации общего назначения и павильон короля Абдаллы II, который он часто посещает. Иорданская Королевская Лётная Академия периодически проводит здесь тренировочные вылеты. В настоящее время аэропорт организовывает около 3000 воздушных рейсов в год. Значительная доля из них – это учебно-тренировочные полеты, в том числе из королевских Иорданских ВВС.
Крупнейший оператор в Акабе – Королевские Иорданские Авиалинии – осуществляет примерно 10 рейсов в неделю в Амман, хотя дополнительные рейсы туда по предварительному расписанию часто совпадают с перелётами на круизных лайнерах. Авиакомпания выполняет региональные перелёты на самолетах Эмбраер Е175, перелёты которых в среднем занимают 45 минут. Эти самолеты заменили Бомбардье Дэш 8 Q400, принадлежащих Royal Wings, и имеют в общей сложности 72 посадочных места, 10 из которых бизнес-класса. Авиакомпания также осуществляет около шести чартерных рейсов в Европу, вкупе с десятком европейских чартерных рейсов, основная масса которых – немецкие авиалинии. Аэропорт Акаба способен принять самые крупные самолёты.

## Пассажирские услуги

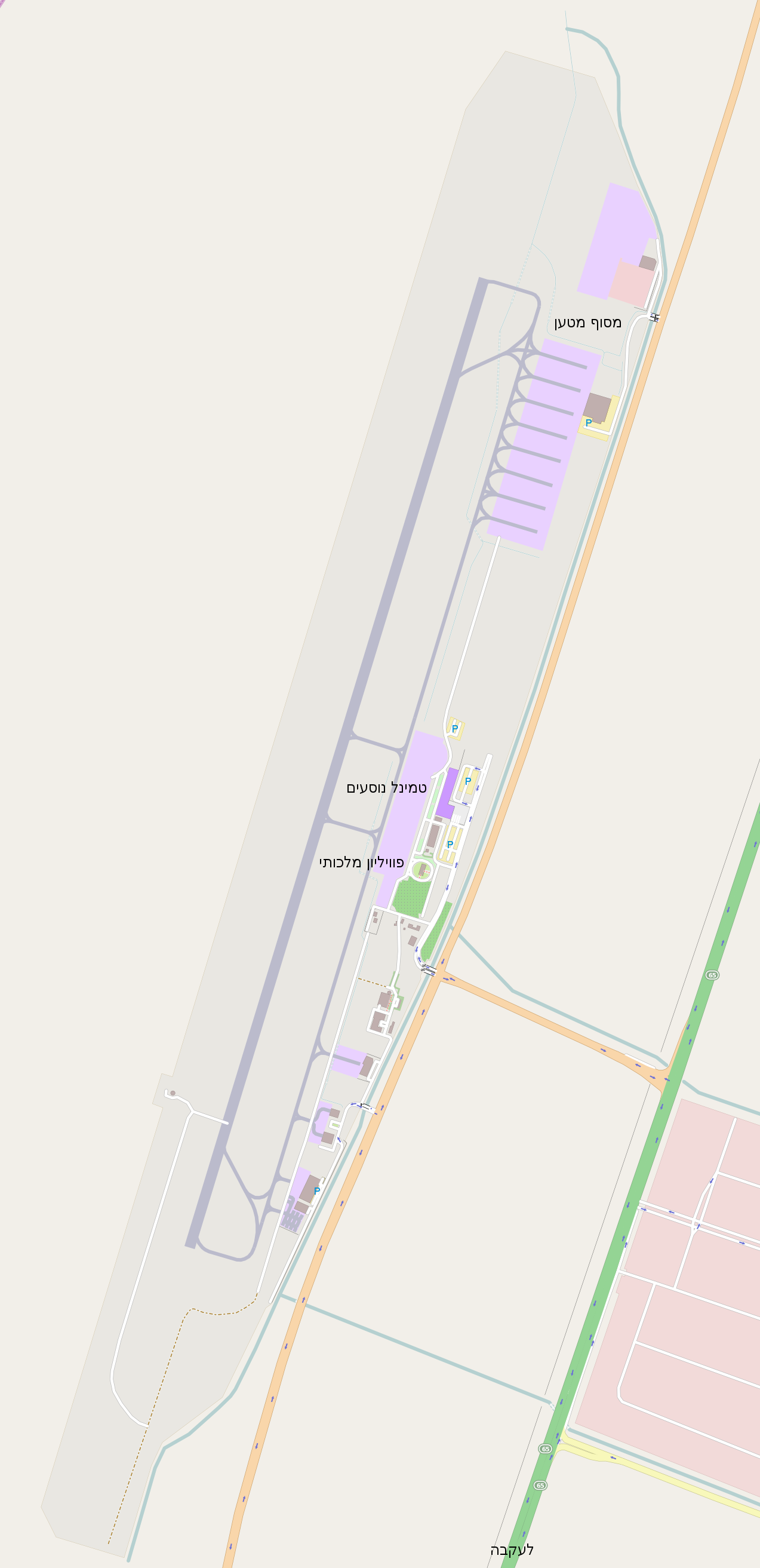
Схема аэропорта

В год аэропорт в состоянии принять до миллиона пассажиров. Аэропорт оснащен 4 проверочными стойками, 2 воротами, так же есть здание для багажа и багажный рукав с параллельной подъездной дорожкой с ленточным конвейером. На территории Аэропорта располагается стоянка на 200 мест, отделение почты, банк, кафе, VIP зал, магазин беспошлинной торговли, сувенирный магазины и поликлиника. На территории аэропорта так же расположены здания для Ayla Aviation Academy и Королевской Лётной Академии, сборочный цех лёгких самолётов Aero Wings, ангар и здание JPJets (иорданская компания, предоставляющая частные вылеты на самолётах) и центр обслуживания Al Baddad International Group. В 2005 году открылся новый грузовой терминал (6000 м2) и новый грузовой перрон (220x600 м).